# Erik Friberger
Erik Friberger (Kroppa, 24 de septiembre de 1889-Göteborg, 30 de octubre de 1968) fue un arquitecto racionalista sueco. Fue uno de los mejores representantes del funcionalismo sueco por su compromiso social, que desarrolló tanto en arquitectura como en urbanismo y decoración.

## Trayectoria
Estudió en la Academia de Bellas Artes de Estocolmo, donde se tituló en 1914. Ese año fue contratado por la Oficina de construcción del Ayuntamiento de Estocolmo. En 1917 abrió su propio estudio. Entre 1920 y 1923 viajó por Italia, Francia, Alemania y Reino Unido. En este último país amplió estudios en la Universidad de Londres.
Trabajó un tiempo en la Dirección de la Edificación de Göteborg y, a continuación, fue nombrado arquitecto jefe de las regiones de Göteborg, Bohuslän y Hallandslän (1926-1954).
Entre sus obras destacan la casa Elementhus en Ystad (1936) y el conjunto de viviendas Kallebäck en Göteborg (1960).